# スリヤン・ソー・ルンヴィサイ
スリヤン・ソー・ルンヴィサイ(タイ語: สุริยัน ศ.รุ่งวิสัย, 英語: Suriyan Sor Rungvisai、1989年3月2日 - ）は、タイのプロボクサー。ナコーンラーチャシーマー県出身。元WBC世界スーパーフライ級王者。

## 来歴

### プロ転向
7歳からムエタイをはじめて、後にプロボクシングへ転向。

### スーパーフライ級
2011年8月19日、WBC世界スーパーフライ級王者トマス・ロハスと対戦し、12回3-0（115-114、117-111、116-112）の判定勝ちを収め王座を獲得した。
2011年11月4日、バンコク・パトゥムワン区にあるスパチャラサイ国立競技場で元WBA世界スーパーフライ級王者名城信男（六島ボクシングジム）と対戦し、12回3-0（115-113、119-109、116-113）の判定勝ちを収め初防衛に成功した。
2012年3月27日、日本のリングに初登場。後楽園ホールで佐藤洋太（協栄ボクシングジム）と2度目の防衛戦を行ったが、3回にキャリア初のダウンを含めて2度奪われ、あわやレフェリーストップまで追い詰められた。試合の後半に巻き返すも、12回0-3（2者が112-114、110-116）の判定負けを喫し王座から陥落した。

### バンタム級
2014年10月22日、国立代々木第二体育館でWBC世界バンタム級王者山中慎介（帝拳）と対戦し、3度ダウンを奪われ12回0-3（110-114、108-116、109-115）の判定負けを喫し2階級制覇に失敗した
WBCは中国昆明で行われたWBC総会でWBC世界バンタム級王者山中慎介への指名挑戦者決定戦を元WBA世界バンタム級スーパー王者アンセルモ・モレノとの決定戦を行う指令を発令した。
2016年4月30日、パナマシティのアレナ・ロベルト・デュランで元WBA世界バンタム級スーパー王者でWBC世界バンタム級2位のアンセルモ・モレノとWBC世界バンタム級シルバー王座決定戦を行い、12回0-3（109-117、108-116、110-117）の判定負けを喫し王座獲得に失敗した。
2017年2月22日、WBCはVADAによるドーピング検査で覚醒剤の一種であるメタンフェタミンとアンフェタミンを検出し指名挑戦権を剥奪したと発表した。 
2017年3月4日、トミー・セランと対戦し3回KOで勝ちを収めた。

### フェザー級
2024年3月17日、パトゥムターニー県で7年振りの復帰戦としてジラパット・チョンプィセットと対戦し、4回2分5秒TKO勝ちを収めた。
2024年10月12日、10年振りに日本での試合として京都市のKBSホールで亀田京之介とフェザー級8回戦で対戦予定。

## 獲得タイトル
- WBOアジア太平洋フライ級ユース王座
- WBOアジア太平洋ライトフライ級ユース王座
- ABCOフライ級王座(1期目)
- ABCOフライ級王座(2期目)
- WBC世界スーパーフライ級王座（防衛1）
- ABCOバンタム級王座（1期目）
- ABCOバンタム級王座（2期目）